# Kōichirō Matsuura
Kōichirō Matsuura (松浦 晃一郎?, Matsuura Kōichirō; Tokyo, 29 settembre 1937) è un diplomatico giapponese.

## Biografia
Laureato in legge all'Università imperiale di Tokyo e in economia al Haverford College (Pennsylvania, USA) ha iniziato la carriera diplomatica nel 1959. Nel 1961 ha avuto il suo primo incarico come terzo segretario presso l'ambasciata giapponese in Ghana. Dal 1994 al 1999 ricopre l'incarico di ambasciatore a Parigi per assumere poi, dal 1999 e fino al 15 novembre 2009, la carica di direttore generale dell'UNESCO.